# 阿曼·穆罕诺夫
阿曼·穆罕诺夫（1936年—2022年6月7日），男，哈萨克族，新疆新源人，中国画家，一级美术师，曾任中国美术家协会理事。